# Alfred Strom
Pour les articles homonymes, voir Strom.
Alfred Strom, né le 9 juillet 1916 à Sydney et décédé le 18 mars 1973 à Bruges, est un coureur cycliste australien. Spécialiste des courses de six jours, il y a remporté neuf succès, dont la plupart avec son compatriote Reginald Arnold.

## Palmarès sur piste

### Six jours
- 1949 : New York (avec Reginald Arnold)
- 1950 : Berlin (avec Reginald Arnold, deux éditions)
- 1951 : Anvers (avec Reginald Arnold)
- 1952 : Anvers, Londres (avec Reginald Arnold), Munich (avec Ludwig Hörmann)
- 1954 : Aarhus (avec Sydney Patterson)
- 1957 : Louisville (avec John Tressider)

### Championnats d'Europe
- 1949
  -  Médaillé de bronze de la course à l'américaine (avec Reginald Arnold)